# (891) Gunhild
(891) Gunhild est un astéroïde évoluant dans la ceinture principale, découvert le 17 mai 1918 par l'astronome allemand Max Wolf depuis l'observatoire du Königstuhl.